# میلان ریستوفسکی
میلان ریستوفسکی (انگلیسی: Milan Ristovski؛ زادهٔ ۸ آوریل ۱۹۹۸) بازیکن فوتبال اهل مقدونیه شمالی است.
وی همچنین در تیم‌های ملی فوتبال زیر ۲۱ سال مقدونیه شمالی و مقدونیه شمالی بازی کرده‌است.